# Магрибская культура пещер
Магрибская культура пещер — археологическая культура неолита. Существовала на территории Магриба около 3000 г. до н. э.
Обнаружено небольшое количество керамики, страусовых яиц и каменных изделий, относившихся к эпохе после капсийской (так называемого периода поедателей моллюсков). Появление данной магрибской культуры пещер могло быть связано с прибытием чужеземцев, поскольку в керамике заметно чужеземное влияние, особенно на территории Марокко.